# Synaptomys
Synaptomys là một chi động vật có vú trong họ Cricetidae, bộ Gặm nhấm. Chi này được Baird miêu tả năm 1857. Loài điển hình của chi này là Synaptomys cooperi Baird, 1857.

## Các loài
Chi này gồm các loài: